# Spring Hill, Kansas
Spring Hill är en ort i delstaten Kansas, USA. I orten fanns 5 437 invånare år 2010.